# Piotr Fajfer
Piotr Fajfer (ur. 9 maja 1977) – polski artysta fotograf. 

## Działalność
Absolwent Politechniki Poznańskiej. Właściciel Agencji Fotograficznej PhotoHeaven.
Mieszka i pracuje w Poznaniu. W jego twórczości szczególne miejsce zajmuje fotografia reklamowa, fotografia aktu oraz fotografia mody. Współpracuje z agencjami modelek i agencjami reklamowymi. Realizował zlecenia (m.in.) dla: Chrysler, Siemens, Doge, Ecco Holiday, GAGA, Jeep, Krenig, Międzynarodowe Targi Poznańskie, Point Group, Sharp, XL Energy Drink.
Jest autorem i współautorem wielu wystaw fotograficznych w Polsce, za granicą (m.in. w Londynie, Paryżu, Nowym Jorku); indywidualnych, zbiorowych, poplenerowych, pokonkursowych. Aktywnie uczestniczy w krajowych i międzynarodowych konkursach i salonach fotograficznych, zdobywając wiele medali, nagród, wyróżnień, dyplomów, listów gratulacyjnych. Wielokrotnie uczestniczył (z powodzeniem) w cyklicznym konkursie fotograficznym „Fotoerotica”, organizowanym przez magazyn Playboy.
W 2009 roku na festiwalu w Cannes jego fotografia została uznana za najlepsze zdjęcie „modowe” 2009 roku (w kategorii profesjonalistów) – I Nagroda Akademii World Photography Awards.